# The Streets of San Francisco
The Streets of San Francisco è il secondo album della punk band statunitense $wingin' Utter$ pubblicato nel 1996 e riedito dalla Fat Wreck Chords nel 2001.

## Tracce
1. Storybook Disease
2. Jackie Jab
3. Tied Down, Spit On
4. Teenage Genocide
5. Catastrophe
6. Mr. Believer
7. Well Wisher
8. No Place in the Sun
9. Petty Wage
10. Come On!
11. No Eager Men
12. Beached Sailor
13. (Take Me to the) Riverbank
14. Just Like Them
15. Stars and Starlets
16. Soldier Boy
17. Last Chance
18. All Laced Up (But Pitfallen)
19. Expletive Deleted

## Formazione
- Johnny Bonnel - voce
- Max Huber - chitarra
- Greg McEntee - batteria
- Kevin Wickersham - basso
- Darius Koski - chitarra, voce